# Krzyż Polowy Kościoła Polskokatolickiego
Krzyż Polowy Kościoła Polskokatolickiego – odznaczenie Kościoła Polskokatolickiego ustanowione w 2005 i nadawane przez Duszpasterstwo Wojskowe i Służb Mundurowych przy parafii polskokatolickiej Narodzenia Najświętszej Maryi Panny w Toruniu. 
Odznaczenie jednostopniowe. Oznakę odznaczenia stanowi złocony krzyż równoramienny, którego ramiona wypełnia czarna emalia, pośrodku krzyża nałożony jest srebrny orzełek wojsk lądowych.
Odznaczenie noszone jest na wstążce w kolorze czerwonym, z zielonymi paskami na obrzeżach; między poszczególnymi barwami została wpleciona złota nitka.